# Laubwälder am Mun-Depot
Das Naturschutzgebiet Laubwälder am Mun-Depot (NSG-Kennung GM-130) liegt nahe Wildbergerhütte in der Gemeinde Reichshof im Oberbergischen Kreis. Es hat eine Größe von 22,7 Hektar. Die Schutzausweisung erfolgte zum Erhalt und zur Entwicklung eines überwiegend mit Laubholz bestockten Bereichs in einem ehemaligen Munitionsdepot der Bundeswehr als Paarungsgebiet und Lebensraum von Fledermäusen (insbesondere Großes Mausohr – Myotis myotis).

## Geschichte
Bei dem Munitionsdepot handelt es sich um eine  ehemalige militärische Liegenschaft der Bundesrepublik Deutschland mit der Bezeichnung LwMunDp82. Diese wurde im Jahr 2005 geräumt. Nach der Räumung wurden Vandalismus und Zerstörungen in diesem Gebiet verzeichnet. Im Herbst 2011 beabsichtigte das Bundesamt für Immobilienaufgaben den Verkauf des Depots. Im Jahr 2014 war in der Diskussion, auf dem Gelände des Munitionsdepots eine forensische Klinik zu errichten. Gegen diese Pläne wandte sich auch die Bürgerinitiative Reichshof e.V. Diese Diskussion erübrigte sich, als der Kreistag des Oberbergischen Kreises im April 2014 gemäß Landschaftsplan das Gebiet zum Naturschutzgebiet erklärte.